# مردم فنلاند
مردم فنلاند یا فنلاندی‌ها (فنلاندی: suomalaiset) به حدود ۶٫۵ میلیون مردم فنلاندی در سراسر جهان گفته می‌شود. این مردم بیشتر در کشور فنلاند (حدود ۵٬۴۰۰٬۰۰۰ نفر)، آمریکا، سوئد، کانادا و … زندگی می‌کنند. زبان این ملت زبان فنلاندی و دینشان مذاهب گوناگون مسیحیت، ندانم‌گرایی و خدا ناباوری است.